# 酷瞧
酷瞧新媒體股份有限公司（英文：Coture New Media），為遊戲橘子創立之台灣原創自製內容的網路影音平台，此平台誕生緣由，是因應觀眾收視習慣已逐漸從傳統電視移轉到電腦及行動裝置的趨勢。酷瞧以推出大量原創自製節目及戲劇為營運方向，前導網站於2014年11月上線，至2016年底產製超過200個節目，並累積破五億次瀏覽量。2017年，酷瞧站內總影片數逾3千支，包括授權給其他社群平台影片的總觀看數已逾8億次。
酷瞧在內容方面製作了許多短影音，在搭配社群媒體操作下，成功吸引社群媒體使用者目光，目前酷瞧累積 1,700 萬不重複訪客數，其中有 95% 來自台灣、5% 為海外使用者。
2017年將重兵壓在自製原創戲劇上，推出5部原創戲劇，包括《富錦街-這條街上的那些故事》、《女大生宿舍》、《恐怖高校劇場之直播中二間》、BL劇《深藍與月光》、影遊互動《可惡！把我的青春還給我》。以突破電視尺度為主的分眾題材，並且朝向內容合製、網台聯動、版權銷售、跨國製作等方式，推動 OTT 跨平台合作。酷瞧新媒體於2017年3月成立藝人經紀部，旗下藝人包括何美、孫尤安、徐韜、各務孝太、嘻小瓜、陳瑀希、詹雅涵、陳韻喬、張珀榕等人。
酷瞧已於2020年3月31日24:00終止服務，不再提供經由酷瞧網站、酷瞧App應用程式、beanfun!影音等線上影音串流服務。

## 藝人經紀
2017年成立經紀部，2020年5月後經紀事務改由遊戲橘子旗下公司猿聲串動行銷負責。曾在旗下之藝人包括：
- 何美[11]
- 各務孝太[12]
- 席子淇
- 孫尤安
- 陳韻喬[13][14]
- 陳瑀希[15]
- 趙靜儀（前天氣女孩妞妞）

## 圖文創作者合作
酷瞧與多位網路圈的圖文創作者合作動畫或戲劇，皆是在網路上非常受歡迎的作品。
包含：
- 大力（按陰陽[16]）
- 人2（人2生百態Game[17]）
- 鬧一波大師（偵探Mr.鬧[18]）
- 馬子狗（馬子狗[19]）
- 綜合口味（87分情人[20]）

## 大型綜藝節目製作
| 首播日        | 首播時間            | 節目名稱       | 主持人                     | 評審                                                           |
| ------------- | ------------------- | -------------- | -------------------------- | -------------------------------------------------------------- |
| 2015年8月15日 | 每週六，20:00-22:00 | 橘子20星光大道 | 吳怡霈、林俊逸             | 陶晶瑩、辛曉琪、蘇永康、宋念宇、紀曉君                         |
| 2016年8月14日 | 每週日，20:00-22:00 | 天團星計畫     | 威廉、小煜、豆花妹、劉峻緯 | 納豆、孫協志、阿Ken、陳大天、關詩敏、大根、INX、藍波、王治平等 |

## 原創戲劇
| 首播日         | 首播時間            | 電視劇名稱                | 演出者                                                               | 集數 | 時長          |
| -------------- | ------------------- | ------------------------- | -------------------------------------------------------------------- | ---- | ------------- |
| 2014年11月21日 | 未定                | 大人的殿堂                | 陳景煬、大飛、邱昊奇                                                 | 3集  | 每集22-30分鐘 |
| 2017年7月4日   | 每週二、三 晚間9點  | 富錦街-這條街上的那些故事 | 森竣、連俞涵、高雋雅、妞妞、嘎嘎、侯彥西、李杏、何美、徐韜、各務孝太 | 12集 | 每集18-24分鐘 |
| 2017年8月3日   | 每週四、五 中午12點 | 女大生宿舍                | 王思平、吳子霏、趙靜儀、曹婕妤、林甜甜、各務孝太                     | 8集  | 每集15分鐘    |
| 2017年9月15日  | 每週四、五 晚間11點 | 恐怖高校劇場之直播中二間  | 巫建和、宋柏緯、詹宛儒、晏柔中、胡韶恩                               | 8集  | 每集15分鐘    |
| 2017年11月21日 | 每週二、三 晚間10點 | 深藍與月光                | 陳彥名、王庭勻、林柏叡、黃庭軒、詹雅涵                               | 12集 | 每集24分鐘    |
| 2017年12月18日 | 每週一 晚間9點      | 可惡！把我的青春還給我    | 邵雨薇、夏騰宏、歐陽倫、徐韜、張珀榕                                 | 4集  | 每集22分鐘    |

## 節目列表

### 娛樂
| 娛樂 |               |            |              |                     |
| \| 關鍵報告 \| 開橘啦 \| 真人酷打 \| 老外神街訪 \| 不科學糾察隊 第三季 \| \| 魯蛇們 \| 無字臉書 \| 原來是這樣 \| 成語Kuso猜 \| 不科學糾察隊 第二季 \| \| 酸民的正義 \| 植劇場 \| 星座研究室 \| 宅男相談室 \| 不科學糾察隊 \| \| 酷老外瞧台灣 \| 揪秘！8婆小姐 \| 拜託了愛情 \| 地球人實驗室 \| 小口大BOLD炸 \| \| 網路狂人週報！第二季 \| 啾秘 \| 東區亂入 \| 全民來嗆蝦 \| 大學生同樂會 \| \| 網路狂人週報！ \| 神回覆 \| 孤姐說故事 \| 犯規小姐 \| welcome！寵星人 \| \| 誠實婊 \| 真實試鏡間 \| 男女偵訊室 \| 台北文青 \| \| |               |            |              |                     |
| 關鍵報告 | 開橘啦        | 真人酷打   | 老外神街訪   | 不科學糾察隊 第三季 |
| 魯蛇們 | 無字臉書      | 原來是這樣 | 成語Kuso猜   | 不科學糾察隊 第二季 |
| 酸民的正義 | 植劇場        | 星座研究室 | 宅男相談室   | 不科學糾察隊        |
| 酷老外瞧台灣 | 揪秘！8婆小姐 | 拜託了愛情 | 地球人實驗室 | 小口大BOLD炸        |
| 網路狂人週報！第二季 | 啾秘          | 東區亂入   | 全民來嗆蝦   | 大學生同樂會        |
| 網路狂人週報！ | 神回覆        | 孤姐說故事 | 犯規小姐     | welcome！寵星人     |
| 誠實婊 | 真實試鏡間    | 男女偵訊室 | 台北文青     |                     |

### 音樂
| 音樂 |                          |                        |                                |                       |
| \| 星光酷選 \| 橘子20星光精彩 \| 天團星計畫【新生報到】 \| 天團星計畫PLAN-S【直播全紀錄】 \| ELLE 25周年演唱會宣傳 \| \| 橘子20星光大道盡收典藏版 \| 天團星計畫PLAN-S【特搜】 \| 台灣原創現場 \| 天團星計畫PLAN-S【跨屏節目】 \| \| |                          |                        |                                |                       |
| 星光酷選 | 橘子20星光精彩           | 天團星計畫【新生報到】 | 天團星計畫PLAN-S【直播全紀錄】 | ELLE 25周年演唱會宣傳 |
| 橘子20星光大道盡收典藏版 | 天團星計畫PLAN-S【特搜】 | 台灣原創現場           | 天團星計畫PLAN-S【跨屏節目】   |                       |

### Discovery
| Discovery |              |                |                 |
| \| 台灣特戰部隊 \| 原始生活21天 \| 週六鯊魚夜 \| 無敵破壞王 \| \| 流言終結者 \| 河中巨怪 \| 樹屋大師 \| 發明出頭天 \| \| 跟著貝爾去冒險 \| 鬼影森森 \| 白令海大吸金 \| 原始生活40天 \| \| 台灣製造大解密 \| 恐怖病院 \| 網路影片大解碼 \| 人體不思議第4季 \| |              |                |                 |
| 台灣特戰部隊 | 原始生活21天 | 週六鯊魚夜     | 無敵破壞王      |
| 流言終結者 | 河中巨怪     | 樹屋大師       | 發明出頭天      |
| 跟著貝爾去冒險 | 鬼影森森     | 白令海大吸金   | 原始生活40天    |
| 台灣製造大解密 | 恐怖病院     | 網路影片大解碼 | 人體不思議第4季 |

### TLC
| TLC |                |                            |                          |
| \| 瘋台灣天團 \| 衝浪男孩好滋味 \| 婚紗二選一 \| 我的夢幻婚紗：伴娘也要美 \| \| 有錢人生 \| 玩咖小夏出國去 \| 2016 TLC台北野餐日 直播VOD \| 婚紗大曲線 \| \| 我的夢幻婚紗 \| 六千金在我家 \| 大廚房的挑戰 \| 我是女生 \| \| 老媽行不行 \| 料理黑手黨 \| \| \| |                |                            |                          |
| 瘋台灣天團 | 衝浪男孩好滋味 | 婚紗二選一                 | 我的夢幻婚紗：伴娘也要美 |
| 有錢人生 | 玩咖小夏出國去 | 2016 TLC台北野餐日 直播VOD | 婚紗大曲線               |
| 我的夢幻婚紗 | 六千金在我家   | 大廚房的挑戰               | 我是女生                 |
| 老媽行不行 | 料理黑手黨     |                            |                          |

### 動物星球
| 動物星球 |              |          |
| \| 管教惡貓 貓語時間 \| 狗狗101 \| 貓咪101 \| \| 獅王之路 \| 掠食特戰高手 \| 再見灰熊 \| \| 怪蟲異視界 \| 寵物幫幫忙 \| \| \| 動物七宗罪 \| 奇幻蔚藍海 \| \| |              |          |
| 管教惡貓 貓語時間 | 狗狗101      | 貓咪101  |
| 獅王之路 | 掠食特戰高手 | 再見灰熊 |
| 怪蟲異視界 | 寵物幫幫忙   |          |
| 動物七宗罪 | 奇幻蔚藍海   |          |

### C Channel
| C Channel                                  |                   |
| \| C CHANNEL化妝台 \| C CHANNEL COOKING \| |                   |
| C CHANNEL化妝台                            | C CHANNEL COOKING |

### ELLE TV
| ELLE TV |                        |            |
| \| ELLE A Table \| KEVIN時尚講座 \| ELLE SPACE \| \| ELLE RUN WITH STYLE 蔡詩蕓 \| 唐綺陽每週星座運勢 \| 縱慾廚房 \| \| 林可彤's美力配方 \| 型男主廚TOMO的料理廚房 \| \| |                        |            |
| ELLE A Table | KEVIN時尚講座          | ELLE SPACE |
| ELLE RUN WITH STYLE 蔡詩蕓 | 唐綺陽每週星座運勢     | 縱慾廚房   |
| 林可彤's美力配方 | 型男主廚TOMO的料理廚房 |            |

### 原創戲劇
| 原創戲劇 |                   |                      |
| \| 《大人的殿堂》(2014) \| 愛呀 午休時刻 \| 穿越男孩之收妖記 \| \| 恐怖高校劇場 \| 恐怖高校劇場SP \| 機車人生 \| \| 馬子狗 \| 穿越男孩 \| 好好的時候 好味篇 \| \| 大導演走進賀歲片 \| 好好的時候 \| Before & After \| \| 戀愛相對論 \| 好好的時候 職場篇 \| 愛呀 午休時刻 第二季 \| |                   |                      |
| 《大人的殿堂》(2014) | 愛呀 午休時刻     | 穿越男孩之收妖記     |
| 恐怖高校劇場 | 恐怖高校劇場SP    | 機車人生             |
| 馬子狗 | 穿越男孩          | 好好的時候 好味篇    |
| 大導演走進賀歲片 | 好好的時候        | Before & After       |
| 戀愛相對論 | 好好的時候 職場篇 | 愛呀 午休時刻 第二季 |

### 動畫
| 動畫 |                                |                        |
| \| 偵探Mr.鬧，鬧一波大師製作 \| Peeping Life[22]，森りょういち製作 \| 按陰陽，大力製作 \| \| 人2生百態Game，人2製作 \| 新聞差播[23]，酷瞧自製 \| 87分情人，綜合口味製作 \| |                                |                        |
| 偵探Mr.鬧，鬧一波大師製作 | Peeping Life，森りょういち製作 | 按陰陽，大力製作       |
| 人2生百態Game，人2製作 | 新聞差播，酷瞧自製             | 87分情人，綜合口味製作 |

### 寵物
| 寵物 |                   |                        |
| \| 寵物大酷輯 \| 我性感我屁股翹 \| 外貿協會請進 \| \| 朕不是毛怪，是食怪! \| 喵星 SPA 美體按摩 \| 老闆，這嘴邊肉一斤多少 \| \| 毛怪的星期一憂鬱 \| 寵拍奧運會 \| \| |                   |                        |
| 寵物大酷輯 | 我性感我屁股翹    | 外貿協會請進           |
| 朕不是毛怪，是食怪! | 喵星 SPA 美體按摩 | 老闆，這嘴邊肉一斤多少 |
| 毛怪的星期一憂鬱 | 寵拍奧運會        |                        |

### 遊戲
| 遊戲 |                      |                                         |
| \| 我要POKE名人 第五季 \| 我要POKE名人 第4季 \| 我要POKE名人 第1-3季 \| \| GAMEx2 SHOW \| GAMEx2 SHOW–新楓之谷 \| GAMEx2 SHOW–跑跑卡丁車 \| \| GAMEx2 SHOW–CSO2 \| 遊戲骨灰談 \| 2016 CSOWC 世界大賽VOD \| \| 漢子與妹子 \| 電玩女神宅急便 \| 週末玩什麼 \| \| 手遊課金狂 第1季 \| 手遊課金狂 第2季 \| 2016 CSO絕對武力X酷瞧 台灣菁英爭霸賽VOD \| \| 康熙來樂 \| 手遊老實說 \| 魯蛇出品 \| |                      |                                         |
| 我要POKE名人 第五季 | 我要POKE名人 第4季   | 我要POKE名人 第1-3季                    |
| GAMEx2 SHOW | GAMEx2 SHOW–新楓之谷 | GAMEx2 SHOW–跑跑卡丁車                  |
| GAMEx2 SHOW–CSO2 | 遊戲骨灰談           | 2016 CSOWC 世界大賽VOD                  |
| 漢子與妹子 | 電玩女神宅急便       | 週末玩什麼                              |
| 手遊課金狂 第1季 | 手遊課金狂 第2季     | 2016 CSO絕對武力X酷瞧 台灣菁英爭霸賽VOD |
| 康熙來樂 | 手遊老實說           | 魯蛇出品                                |

### 女性
| 女性                                           |            |            |
| \| 世界街拍地圖 \| 女孩有試嗎 \| 參拾．主張 \| |            |            |
| 世界街拍地圖                                   | 女孩有試嗎 | 參拾．主張 |

### Lifestyle
| Lifestyle |                |            |            |
| \| eye潛水 \| 酒的拋物線 \| 小人好潮 \| 酷市集 \| \| 姐姐好餓 第1季 \| 姐姐好餓 第2季 \| 下班看電影 \| 型男二選一 \| \| 末日前的宵夜 \| eye潛水SP \| 波鞋&波妞 \| 科技小電報 \| |                |            |            |
| eye潛水 | 酒的拋物線     | 小人好潮   | 酷市集     |
| 姐姐好餓 第1季 | 姐姐好餓 第2季 | 下班看電影 | 型男二選一 |
| 末日前的宵夜 | eye潛水SP      | 波鞋&波妞  | 科技小電報 |

### 網路名人
| 網路名人 |            |                 |
| \| 丹妮婊姐's攏溜Lan酒店 第1季 \| 電視好國民 \| 別鬧了Homei小姐 \| \| mamimami加油吧 \| 超嗆街訪 \| 151百科 \| \| 丹妮婊姐's攏溜Lan酒店 第2季 \| 腦補少女 \| 環島電鷹之旅 \| |            |                 |
| 丹妮婊姐's攏溜Lan酒店 第1季 | 電視好國民 | 別鬧了Homei小姐 |
| mamimami加油吧 | 超嗆街訪   | 151百科         |
| 丹妮婊姐's攏溜Lan酒店 第2季 | 腦補少女   | 環島電鷹之旅    |

### 校園
| 校園 |                |                        |
| \| 初戀誌 1、2季 \| 少年表特板 \| 初戀誌之中學生有事嗎？ \| \| 美少女圖鑑 \| 青少年的憤怒道 \| 酷酷教室 \| \| 大學拍拍社 \| 初戀誌 第3季 \| 飄流教室 \| |                |                        |
| 初戀誌 1、2季 | 少年表特板     | 初戀誌之中學生有事嗎？ |
| 美少女圖鑑 | 青少年的憤怒道 | 酷酷教室               |
| 大學拍拍社 | 初戀誌 第3季   | 飄流教室               |

### 辣
| 辣 |                        |
| \| 女優到你家 \| 濕的百分比 \| \| 爆裂吧，比基尼！ \| 爆裂吧比基尼！辦公室篇 \| \| 小姐沒在怕 \| 爆裂吧比基尼！女僕篇 \| |                        |
| 女優到你家 | 濕的百分比             |
| 爆裂吧，比基尼！ | 爆裂吧比基尼！辦公室篇 |
| 小姐沒在怕 | 爆裂吧比基尼！女僕篇   |

### 紀錄
| 紀錄                             |              |
| \| 酷紀錄影展 \| 大學生同樂會 \| |              |
| 酷紀錄影展                       | 大學生同樂會 |

### 試片室
| 試片室                                      |            |               |
| \| 酷NEWS \| 酷紀錄影展 \| 360跳躍酷世代 \| |            |               |
| 酷NEWS                                      | 酷紀錄影展 | 360跳躍酷世代 |

## 直播企劃
- 《拜託了！愛情》為酷瞧新媒體平台上直播節目，總共兩季。第一季焦凡凡主持，第二季許允樂主持，力邀藝人明星或網路紅人一起跟觀眾們聊愛情、談心事，一起窺探愛情裡不為人知的小秘密。

| 季度   | 集數 | 主持人 | 來賓            |
| ------ | ---- | ------ | --------------- |
| 第一季 | EP1  | 焦凡凡 | 陳零九          |
| 第一季 | EP2  | 焦凡凡 | 許允樂          |
| 第一季 | EP3  | 焦凡凡 | 孫生            |
| 第一季 | EP4  | 焦凡凡 | 何念兹          |
| 第一季 | EP5  | 焦凡凡 | 許凱皓          |
| 第一季 | EP6  | 焦凡凡 | 陳艾琳          |
| 第一季 | EP7  | 焦凡凡 | 187INC          |
| 第二季 | EP1  | 許允樂 | 上古神妹 小燕   |
| 第二季 | EP2  | 許允樂 | 劉雨柔          |
| 第二季 | EP3  | 許允樂 | 李昶俊          |
| 第二季 | EP4  | 許允樂 | 何美            |
| 第二季 | EP5  | 許允樂 | 何林駿（森竣）  |
| 第二季 | EP6  | 許允樂 | 黄明志          |
| 第二季 | EP7  | 許允樂 | 張兆志          |
| 第二季 | EP8  | 許允樂 | 老田            |
| 第二季 | EP9  | 許允樂 | 陳沂 (主持人)   |
| 第二季 | EP10 | 許允樂 | 徐韜 (臺灣藝人) |
| 第二季 | EP11 | 許允樂 | 鋇鋇            |

## 合作頻道
- 客家電視台
- 大愛電視台
- C Channel
- Discovery
- ELLE TV
- TLC
- 動物星球

## 獎項
| 年份   | 獲提名                   | 獎項                                   | 結果 |
| ------ | ------------------------ | -------------------------------------- | ---- |
| 2016年 | 《星光大道》             | 第51屆金鐘獎最佳綜藝節目獎             | 獲獎 |
| 2016年 | 陶晶瑩、林俊逸、吳怡霈   | 第51屆金鐘獎最佳綜藝節目主持人         | 提名 |
| 2018年 | 恐怖高校劇場之直播中二間 | 第53屆金鐘獎迷你劇集獎                 | 提名 |
| 2018年 | 宋柏緯                   | 第53屆金鐘獎迷你劇集(電視電影)男主角獎 | 提名 |
| 2018年 | 詹宛儒                   | 第53屆金鐘獎迷你劇集(電視電影)女配角獎 | 提名 |

## 外部連結
- 酷瞧Coture官方網站 （页面存档备份，存于）
- 酷瞧Coture的Facebook專頁（繁體中文）
- 酷瞧Coture的Instagram帳戶
- 酷瞧的美拍 （页面存档备份，存于）
- 台灣公司資料 （页面存档备份，存于）